# Trzęsienie ziemi w San Juan (1944)
Trzęsienie ziemi w San Juan- trzęsienie ziemi, które nawiedziło prowincje San Juan w Argentynie dnia 15 stycznia 1944 roku. Siła trzęsienia jest szacowana od 6,7 do 7,8 stopni w skali Richtera. W jego wyniku w znacznej mierze została zniszczona stolica prowincji San Juan oraz śmierć poniosło 10 tys. mieszkańców miasta (10% ówczesnej populacji). Trzęsienie uważane jest za najgorszą klęskę żywiołową w historii Argentyny.
Trzęsienie wystąpiło o godzinie 20:52, 15 stycznia 1944. Epicentrum znajdowało się 30 km na północ od stolicy prowincji w pobliżu La Laja w departamencie Albardón. Około 90% budynków w mieście uległa zniszczeniu, uważa się, że przyczyną zniszczeń na taką skalę była słaba jakość wykonania domów, a nie siła trzęsienia ziemi.
Odbudowa miasta była pierwszą na tak dużą skalę planowaną budową w Argentynie. Pierwszy jej etap rozpoczął się w Peronizmie. Po zamachu stanu w 1955 odbudowa była kontynuowana przez prezydenta Pedro Eugenio Aramburu. Początkowo po trzęsieniu ziemi pojawiła się debata nt odbudowy miasta w innym miejscu, które jest mniej podatne na wstrząsy.